# Zamek w Białym Borze
Zamek w Białym Borze – niezachowany zamek krzyżacki w Białym Borze, który przypuszczalnie znajdował się w południowej części miasta, na półwyspie jeziora Bielsko. Jego wygląd, wielkość i walory militarne są nieznane.

## Historia
Został wzniesiony przez zakon krzyżacki pod koniec XIV wieku. Podobnie jak zamki w Czarnem i Lędyczku, pełnił rolę nadgranicznej strażnicy zachodnich rubieży państwa zakonu krzyżackiego. W czasie wojny trzynastoletniej Biały Bór został zdobyty przez wojska polskie, a po II pokoju toruńskim został przyłączony do polski jako królewszczyzna. W 1565 r. zamek wraz z miastem został nadany przez Zygmunta Augusta Mikołajowi i Szczęsnemu Konarskim. Z czasem stracił na znaczeniu i uległ całkowitej rozbiórce, choć jego relikty mogły przetrwać pod powierzchnią ziemi.